# Jalen Penrose
Jalen Penrose (* 9. Dezember 1994 in Boston, Massachusetts) ist ein US-amerikanischer Volleyballspieler.

## Karriere
Penrose begann seine Karriere an der Cambridge Rindge & Latin School. Von 2014 bis 2018 studierte er an der Pennsylvania State University und spielte in der Universitätsmannschaft. Nach seinem Studium ging er 2018 zum tschechischen Meister VK ČEZ Karlovarsko. Mit dem Verein spielte er in der Saison 2018/19 in der Champions League und wurde Fünfter in der Liga. Danach wechselte er zum deutschen Bundesligisten WWK Volleys Herrsching.